# Les Monts en flammes
Pour plus de détails, voir Fiche technique et Distribution.
Les Monts en flammes est un film franco-allemand réalisé par Joë Hamman et Luis Trenker, sorti en 1931.

## Synopsis
Le comte Arthur Franchini issu d'une ancienne famille noble romaine et le guide de montagne Florian Dimai de la ville dolomitique de Cortina d'Ampezzo, qui appartenait à l'époque à la monarchie danubienne, sont amis depuis des années. Le 1er août 1914, ils gravissent ensemble le Col Alto (Grand Lagazuoi) et sont mobilisés après l'entrée en guerre de l'Italie avant d'être transférés sur le front des Dolomites au sommet du Col Alto. De là, ils ne sont pas loin de leu village natal mais le tracé du front rend le chemin inaccessible. Leur mission consiste à prendre d'assaut le sommet pour en chasser les soldats autrichiens.
Par la suite, l'état major italien décide de creuser un tunnel sous la montagne pour faire sauter son sommet. Dimai est envoyé par les Autrichiens pour connaître le jour de l'explosion. Il parvient à contourner les positions italiennes et à rejoindre sa famille. Sa femme Pia l'accueille ravie. Il apprend par un soldat qui a été logé dans sa maison que la démolition est prévue pour cette nuit. À la toute dernière minute, il parvient à prévenir ses camarades qui repoussent l'attaque.
Des années plus tard, le 10 août 1931, Dimai et Franchini gravissent à nouveau ensemble la montagne, sur laquelle on peut encore voir les vestiges de la guerre.

## Fiche technique
- Titre français : Les Monts en flammes
- Titre allemand : Berge in Flammen
- Réalisation : Joë Hamman et Luis Trenker
- Scénario : Luis Trenker, d'après son roman
- Photographie : Sepp Allgeier, Albert Benitz et Giovanni Vitrotti
- Musique : Giuseppe Becce
- Production : Vandal et Delac
- Genre : Guerre
- Durée : 102 minutes
- Date de sortie : France, 13 novembre 1931

## Distribution
- Joë Hamman : le lieutenant Gall
- Marie-Antoinette Buzet : Pia Dimaï
- Armand Bernard : le soldat autrichien
- Georges Péclet : le lieutenant Franchini
- Luis Trenker : Florian Dimaï
- Henry Valbel : le commandant
- Luigi Serventi : Arthur Franchini, son ami